# 李長盛
李長盛（1505年—？），字宗裕，福建興化府莆田縣人，軍籍，明朝政治人物。

## 生平
嘉靖十九年（1540年）庚子科福建鄉試第三名舉人。嘉靖二十年（1541年）中式辛丑科會試第二百五十名，登第三甲第七十一名進士。授桐乡县知县，二十五年任湖廣沔阳州知州。改博羅知縣。

## 家族
曾祖李玘；祖父李濬，府通判；父李孚先，知州。母黃氏；繼母毛氏。具庆下。